# Avro (vliegtuigbouwer)
Avro (A.V. Roe Aircraft Co.) was een Britse vliegtuigbouwer die meerdere bekende modellen produceerde, waaronder de Avro 504 trainer in de Eerste Wereldoorlog, de Avro Lancaster zware bommenwerper uit de Tweede Wereldoorlog en de Avro Vulcan ten tijde van de Koude Oorlog.

## Geschiedenis

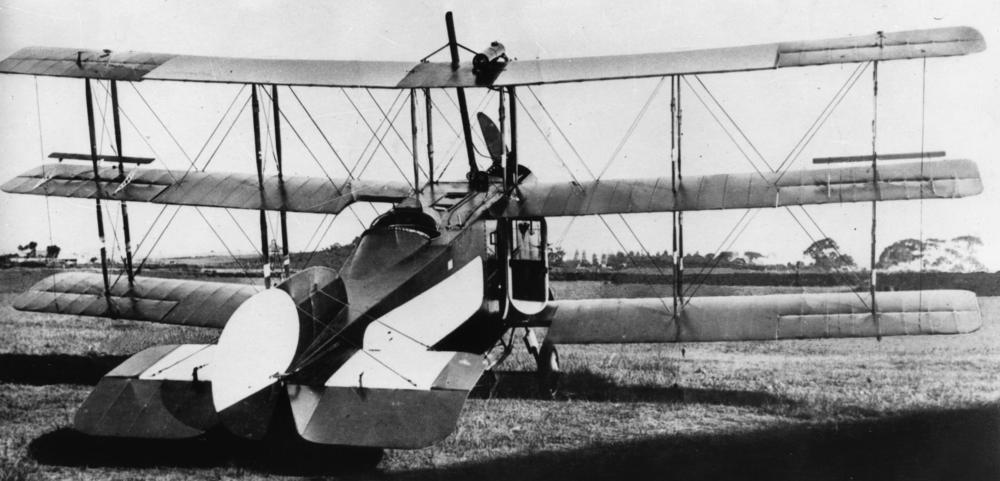
Avro 547

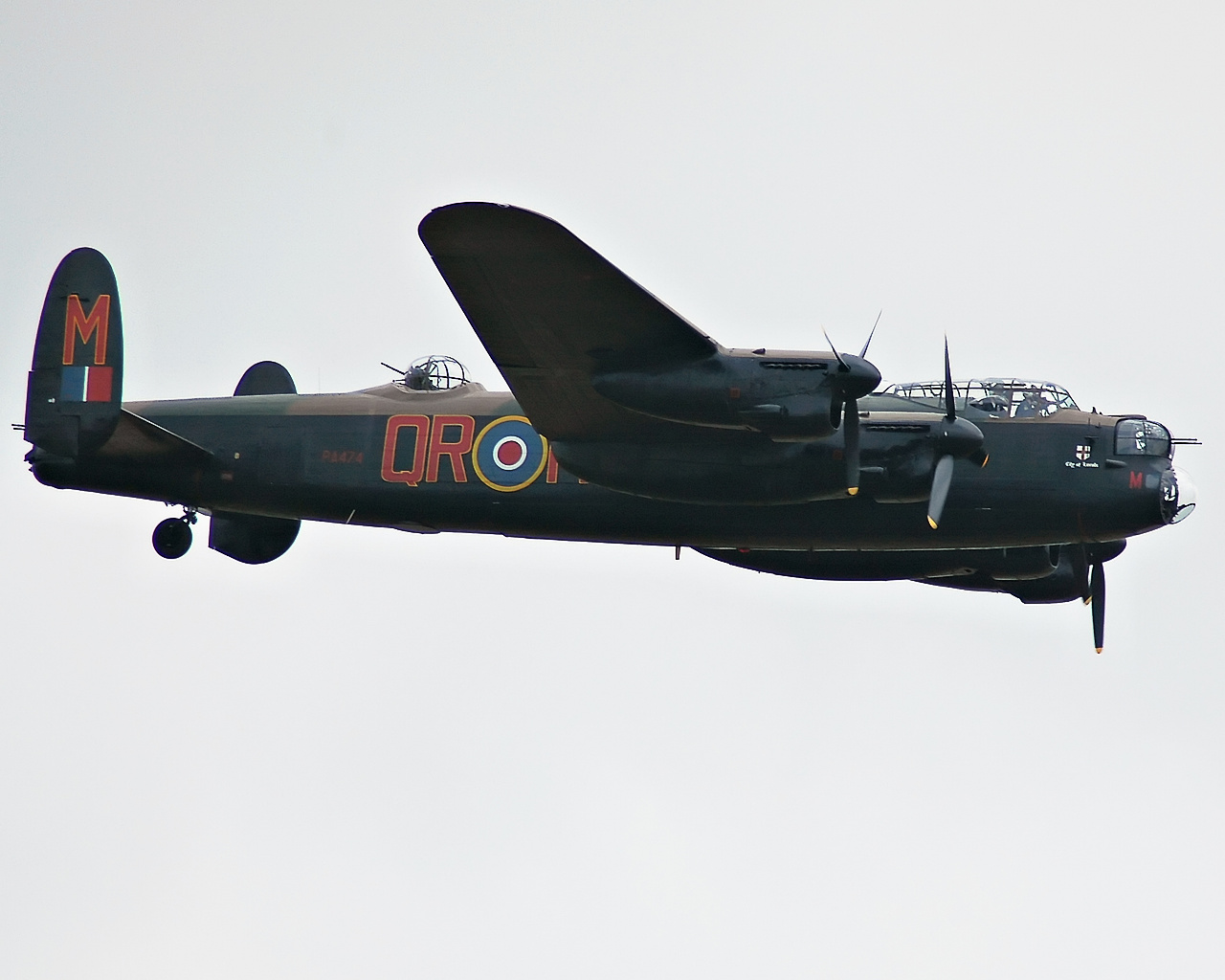
Avro Lancaster

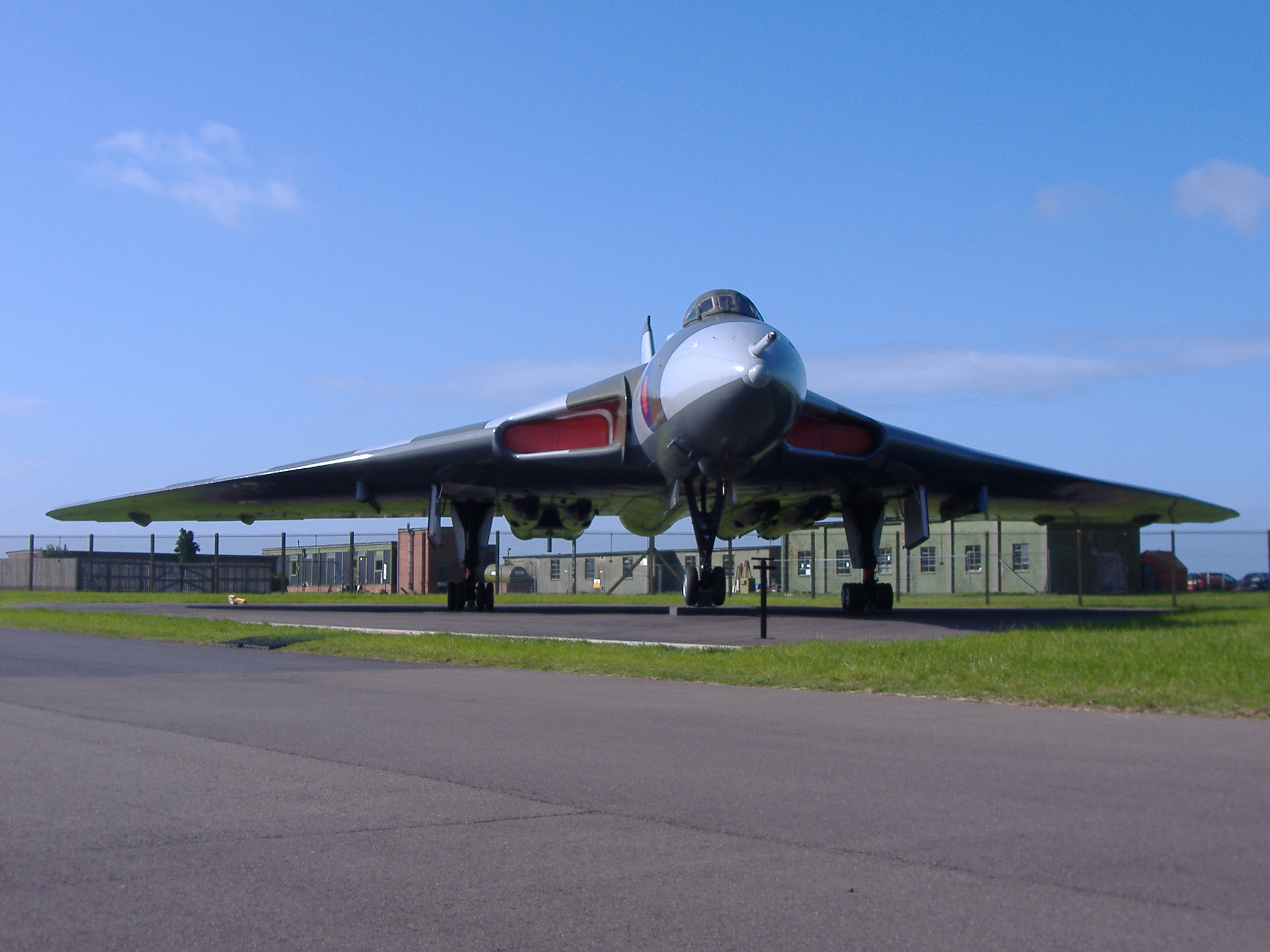
Avro Vulcan

### Vroege geschiedenis
Als een van de eerste vliegtuigbouwers ter wereld was A.V. Roe and Company opgericht bij Brownsfield Mills, Manchester, door Alliot Verdon Roe en zijn broer Humphrey Verdon Roe op 1 januari 1910. Alliot had al naam gemaakt als piloot in Brooklands, Surrey en Farnborough, Hampshire. Het bedrijf bouwde 's werelds eerste compleet dichte eendekker in 1912, maar het was de sterke en robuuste houten tweedekker Avro 504 die hen bezig hield tijdens de Eerste Wereldoorlog en daarna. Er werden er in totaal 8.340 van gebouwd in verschillende fabrieken, gedurende bijna 20 jaar. Dit was een opmerkelijke prestatie gegeven de relatieve nieuwheid van gemotoriseerde vliegtuigen in deze periode.

### Interbellum
In de jaren twintig verliet het bedrijf Alexandra Park in Zuid-Manchester waar het testvliegen plaats had gehad tijdens de eerste jaren. Een nieuwe plek werd gevonden ten zuiden van de groeiende stad in New Hall Farm, Woodford, Cheshire. Deze fabriek doet nu nog steeds dienst voor BAE Systems. Vanaf 1920 was het bedrijf grotendeels in handen van de automobielproducent Crossley Motors, die zijn aandelen echter in 1928 weer verkocht aan J.D. Siddeley. A.V. Roe ging toen verder als Saunders-Roe, die enkele radicale ontwerpen maakte voor gevechtsvliegtuigen en, uiteindelijk, een range van sterke hovercrafts. In 1935 werd Avro een onderdeel van Hawker Siddeley.

### Tweede Wereldoorlog
De ervaring in het bouwen van trainingsvliegtuigen werd doorgezet met de bouw van een robuuste tweedekker, de Avro Tutor, in de jaren 30 die ook door de Royal Air Force in groten getale werd afgenomen. Een tweemotorig passagiersvliegtuig, de Avro Anson, volgde, maar met de spanningen in Europa werd de nadruk weer gelegd op oorlogsvliegtuigen. De Avro Manchester, Lancaster en Lincoln waren erg bekende Avro ontwerpen. Er werden meer dan 7.000 Lancasters gebouwd en hun bombardeermogelijkheden leidden tot het gebruik in de Dambuster raids.

### Na de Tweede Wereldoorlog
De civiele Lancastrian en maritieme verkenner Shackleton waren afgeleid van het succesvolle Lancaster ontwerp. De Tudor was een vliegtuig met drukcabine maar met dezelfde vleugels en motoren als de Lincoln. Het had erg veel problemen en ondervond forse concurrentie van ontwerpen van Bristol, Canadair, Douglas, Handley Page en Lockheed. Er zijn slechts 34 stuks gemaakt, met name na een order van BOAC. De oudere Avro York was iets succesvoller, zowel bij de RAF als in commerciële dienst, met de onderscheidende vierkante rompdoorsnede. Zowel de Tudors als de Yorks speelden een belangrijke rol bij de Berlijnse Luchtbrug (1948/49).
De naoorlogse Vulcan bommenwerpers, in eerste instantie ontworpen als nucleaire aanvalsvliegtuigen, werden gebruikt om de Britse kernwapens mobiel te houden, zoals de Avro Blue Steel. De Vulcan zag dienst als conventionele bommenwerper tijdens de Falklandoorlog in 1982. Hoewel er geen enkele meer heeft gevlogen sinds 1992, zijn er enkele aangewezen als museumstukken.
Een tweemotorig propellerverkeersvliegtuig, de Avro 748, werd ontwikkeld in de jaren 1950 en werd breed verkocht over de hele wereld, aangedreven door twee Rolls-Royce Dart motoren. De Royal Flight kocht er een aantal en een variant met een laadklep aan de achterkant en een onderstel dat kon 'knielen' werd verkocht aan de RAF en andere landen van het Gemenebest, als Hawker Siddely Andover.

### Avro Canada
In de jaren 50 kocht Hawker Siddeley het voormalige Victory Aircraft in Malton, Ontario, en hernoemde het tot Avro Aircraft Limited (Canada). In de volksmond was het beter bekend als Avro Canada, en was feitelijk een dochteronderneming van de Hawker Siddely Group en gebruikte de Avro naam voor handelsdoeleinden.

### Samenvoeging
Toen het bedrijf werd geabsorbeerd in de divisie Hawker Siddely Aviation in juli 1963, werd de naam Avro niet meer gebruikt. Het merk had echter een grote naamsbekendheid, en de marketing naam "Avro RJ" (regional jet) werd door British Aerospace gebruikt voor de BAe 146 van 1994 tot 2001. Het vliegtuig wordt soms ook wel "Avro 146" genoemd.
De BAe ATP (advanced turbo prop) evolueerde van de Avro 748 en wordt nog gebruikt op korte binnenlandse routes. Enkele Avro 504's, Tutors, Ansons en Lancaster worden nog liefdevol onderhouden door liefhebbers als erfstukken van deze belangrijke Britse vliegtuigbouwer. Met 39 jaar had de lawaaiige, maar imponerende Shackleton de eer het langst dienende toestel binnen de RAF te zijn, totdat het werd ingehaald door de English Electric Canberra in 1998.

## Avro-vliegtuigen
| - Roe Biplane I - Avro Triplane - Roe Triplane I - Roe Triplane II - Roe Triplane III - Roe Triplane IV - Avro Mercury - Avro Duigan - Avro Type D - Avro Type F - Avro Type G - Avro Canada C102 Jetliner - Avro Canada CF-100 Canuck - Avro Canada CF-105 Arrow - Avro Canada VZ-9 AV Avrocar - Avro 146: zie BAe 146 - Avro 500 - Avro 501 - Avro 502 - Avro 503 - Avro 504 - Avro 508 - Avro 510 - Avro 511 - Avro 519 - Avro 521 - Avro 523 Pike | - Avro 529 - Avro 530 - Avro 531 Spider - Avro 533 Manchester - Avro Baby of Avro 534 Baby - Avro 536 - Avro 539 - Avro 547 - Avro 548 - Avro 549 Aldershot - Avro 552 - Avro 555 Bison - Avro 557 Ava - Avro 558 - Avro 560 - Avro 561 Andover - Avro 562 Avis - Avro 566 Avenger - Avro 571 Buffalo - Avro 581 - Avro 584 Avocet - Avro 594 Avian - Avro 604 Antelope - Avro 616 Avian - Avro 618 Ten - Avro 619 Five - Avro 621 Tutor | - Avro 624 Six - Avro 626 Prefect - Avro 627 Mailplane - Avro 631 Cadet - Avro 636 (1935) - Avro 638 Club Cadet (1933) - Avro 641 Commodore (1935) - Avro 643 Cadet - Avro 652 - Avro 652A Anson (1935) - Avro 671 Rota (1935) - Avro 679 Manchester (1939) - Avro 683 Lancaster (1941) - Avro 685 York (1942) - Avro 688 Tudor (1945) - Avro 689 Tudor - Avro 691 Lancastrian (1943) - Avro 694 Lincoln (1944) - Avro 701 Athena (1948) - Avro 695 Lincolnian (1949) - Avro 696 Shackleton (1949) - Avro 698 Vulcan (1952) - Avro 707 (1949) - Avro Ashton (1950) - Avro 748 (1960) - werd de Hawker Siddeley Andover, HS 748 en BAe 748 - Avro 730 - geplande supersonische bommenwerper, nooit afgemaakt - AVRO RJ-85 - AVRO RJ-100 |

## Tijdlijn
‎{{
}}

## Naslagwerken
- (en)  Harlin, E.A. en G.A. Jenks Avro: An Aircraft Album. Shepperton, Middlesex, UK: Ian Allan, 1973. ISBN 978-0-7110-0342-2
- (en)  Holmes, Harry Avro: The History of an Aircraft Company. Wiltshire, UK: Crowood Press, 2004. ISBN 1-86126-651-0
- (en)  Jackson, Aubrey J. Avro Aircraft since 1908. London, England: Putnam, 1965. ISBN 0-85177-797-X
- (en)  Gainor, Chris Arrows to the Moon - Avro's Engineers and the Space Race. Apogee Books, 2001. ISBN 1-896522-83-1